# هانك شرايبر
هانك شرايبر (بالإنجليزية: Hank Schreiber)‏ هو لاعب كرة قاعدة أمريكي، ولد في 12 يوليو 1891 في كليفلاند في الولايات المتحدة، وتوفي في 23 فبراير 1968 في إنديانابوليس في الولايات المتحدة.

## وصلات خارجية
- هانك شرايبر على موقعبيزبول رفرنس.كوم (الدوري الرئيسي) (الإنجليزية)
- هانك شرايبر على موقعبيزبول رفرنس.كوم (الدوري الثانوي) (الإنجليزية)